# Missió de retorn de mostres

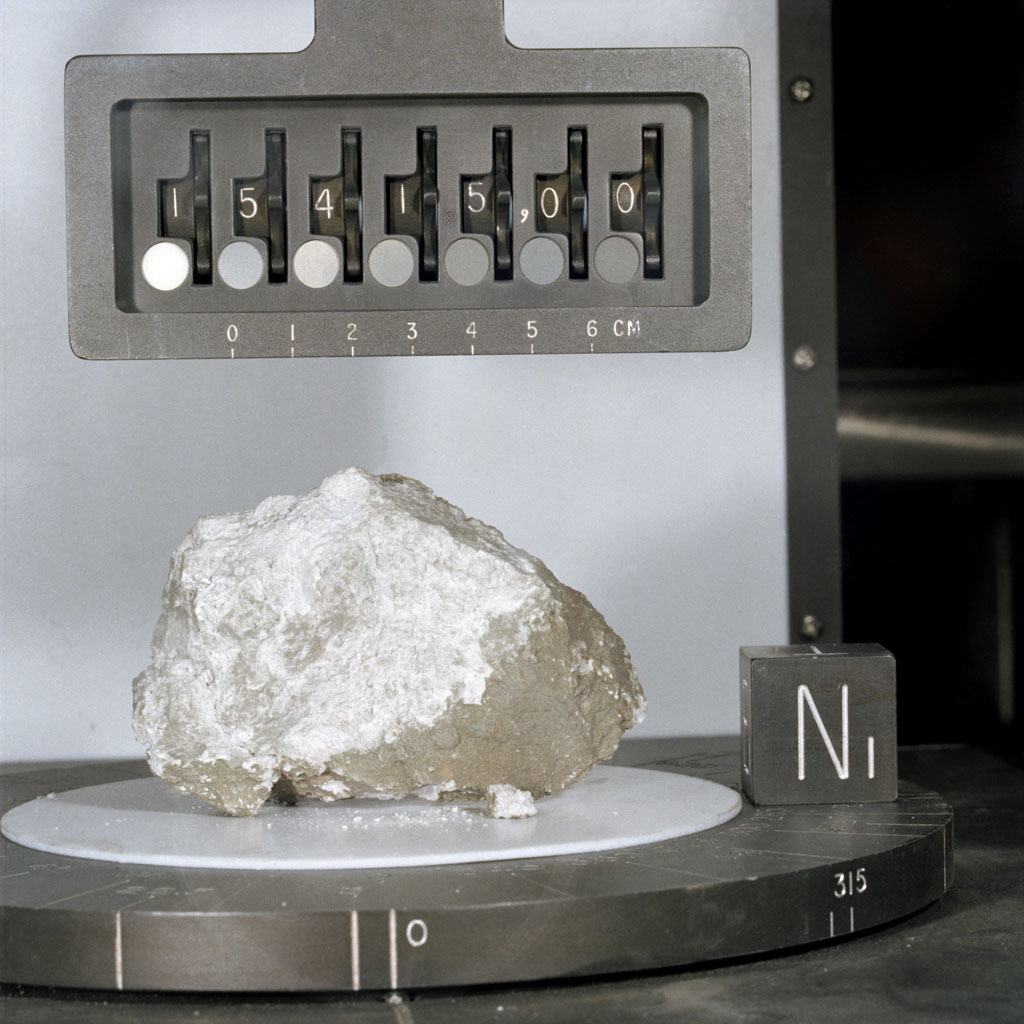
La "Roca Gènesi" va ser recollida de la missió lunar Apollo 15

Una missió de retorn o recull de mostres és un programa de nau espacial amb l'objectiu de tornar mostres tangibles d'una ubicació extraterrestre cap a la Terra per a l'anàlisi. Les missions de retorn de mostres poden portar de tornada els àtoms i molècules o un dipòsit de compostos complexos, com ara terra i roques. Aquestes mostres poden ser obtingudes en un col·lector utilitzat també per a la captura de les partícules de vent solar o pols dels cometes, el sòl i excavació de roca, la mineria, i qualsevol altra forma possible per recuperar mostres en el medi ambient.

## Missions de retorn de mostres

### Passat
La primera missió de retorn de mostres va ser l'Apollo 11 el 1969. Va recollir aproximadament 22 quilograms de material de la superfície lunar. L'Apollo 12 va ser la segona missió de retorn de mostres que va recollir 34 quilograms de material. Els Apollo 11 i Apollo 12 i les altres missions 14, 15, 16, 17 eren missions tripulades. Potser un dels avenços més significatius en les missions de retorn de mostres es va produir en 1970 quan la missió soviètica robòtica coneguda com a Luna 16, va recollir amb èxit 101 grams del sòl lunar. Així mateix, el Luna 20 va recollir 30 grams el 1974 i el Luna 24 170,1 grams el 1976. Encara que es van recuperar molta menys quantitat que les missions Apollo, ho van fer de forma totalment automàtica.
La Unió Soviètica va planificar pel 1975 (d'acord amb els plans del 1970) la primera missió de retorn de mostres marcià a través del projecte Mars 5NM posat en marxa per un súpercoet N1 que mai va volar amb èxit i es va planificar pel 1979 però es va cancel·lar per donar peu al projecte Mars 5M de doble llançament de coets Proton.
L'experiment Earth-Orbital Debris Collection (ODC), desplegat en l'estació espacial Mir durant 18 mesos entre 1996–1997, es va utilitzar l'aerogel per capturar les partícules de pols interplanetària en òrbita.

### Actual

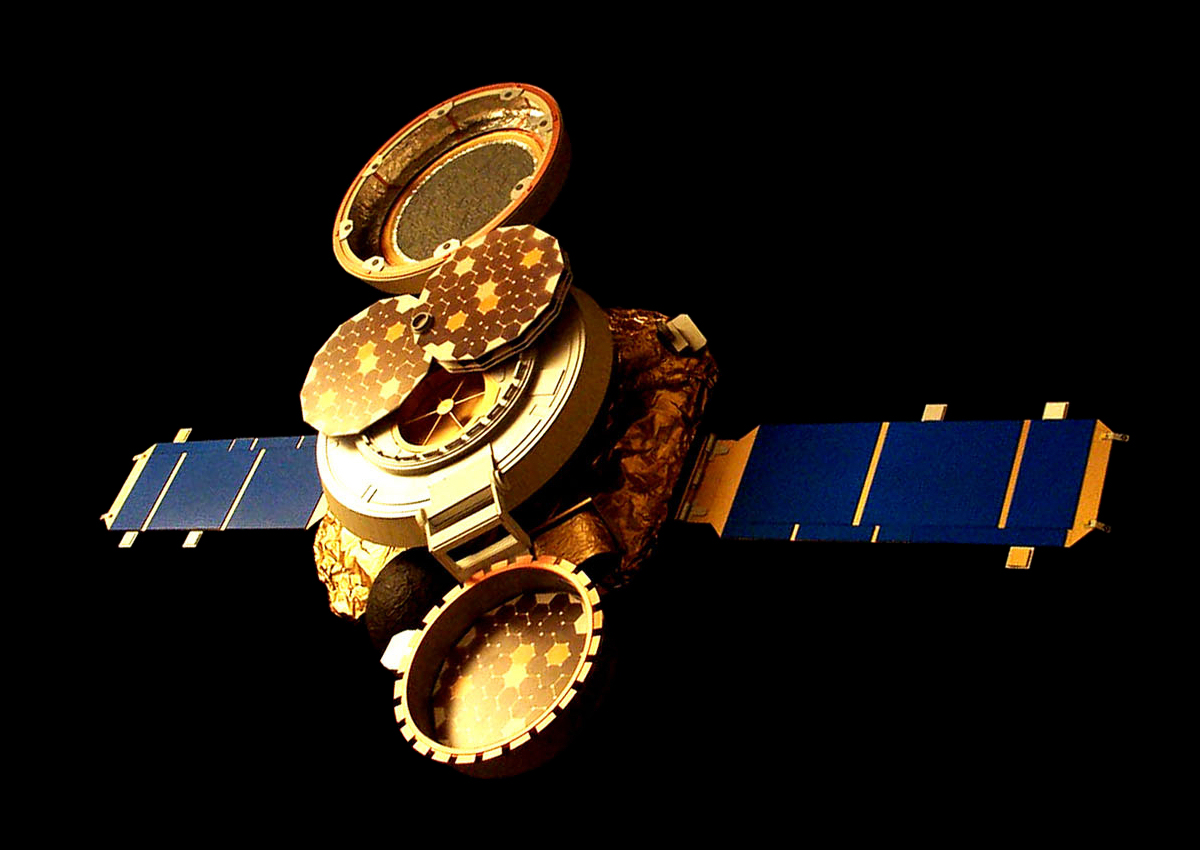
Representació artística de la Genesis mentre recollia el vent solar

Després de l'última missió de retorn de mostres pel Luna 24 al 1976, van passar més de 25 anys abans que una altra missió, coneguda com a Genesis va ser capaç de recollir una mostra extraterrestre a la Terra des de més enllà de la nostra òrbita. Desafortunadament, la càpsula del Genesis no va poder obrir el seu paracaigudes, mentre va reentrar en l'atmosfera de la Terra, i es va estavellar en aterrar al desert de Utah en 2004. Existia el temor de contaminació greu o la pèrdua de la missió, tot i així, però els científics han aconseguit analitzar les mostres, que van ser les primeres a ser recollides des de més enllà de l'òrbita lunar. El Genesis va utilitzar un camp de col·lectors feta de galetes d'alta densitat en silici, or, safir i diamant. Cada galeta era diferent i van ser utilitzades per recollir una part diferent del vent solar.
Una altra missió de retorn de mostres és la nau espacial Stardust de la NASA que va tornar a la Terra el 15 de gener del 2006. Va passar de manera segura pel Cometa Wild 2 i es van recollir mostres de pols de la coma del cometa mentre se'n prenien imatges del nucli del cometa. El Stardust va utilitzar una matriu col·lectora de baixa densitat d'aerogel (99% dels quals és l'espai buit) que té al voltant del 1/1000 de la densitat de vidre. Això permet la capacitat de recollir les partícules cometàries sense danyar-les a causa de les velocitats d'alt impacte. Les col·lisions de partícules sòlides amb els col·lectors lleugerament porosos es traduiria en la destrucció d'aquestes partícules i danys en l'aparell de col·lecció.
Al juny del 2010 la sonda Hayabusa de l'Agència espacial japonesa (JAXA) va tornar a la Terra després d'una trobada (i un aterratge) en l'asteroide tipus S (25143) Itokawa. En novembre del 2010 els científics de l'agència van confirmar que la sonda va aconseguir recuperar la pols de l'asteroide per primera vegada portades a la Terra en perfectes condicions
El Fobos-Grunt rus va ser una missió de recull de mostres fracassat que suposadament anava a portar mostres de Phobos, una de les llunes de Mart. Va ser llançat el 8 de novembre del 2011. No obstant això, la sonda no va poder sortir de l'òrbita de la Terra. Després d'algunes setmanes en òrbita, es va estavellar al sud de l'Oceà Pacífic, les seves restes no han estat recuperades fins al moment.

### Futur

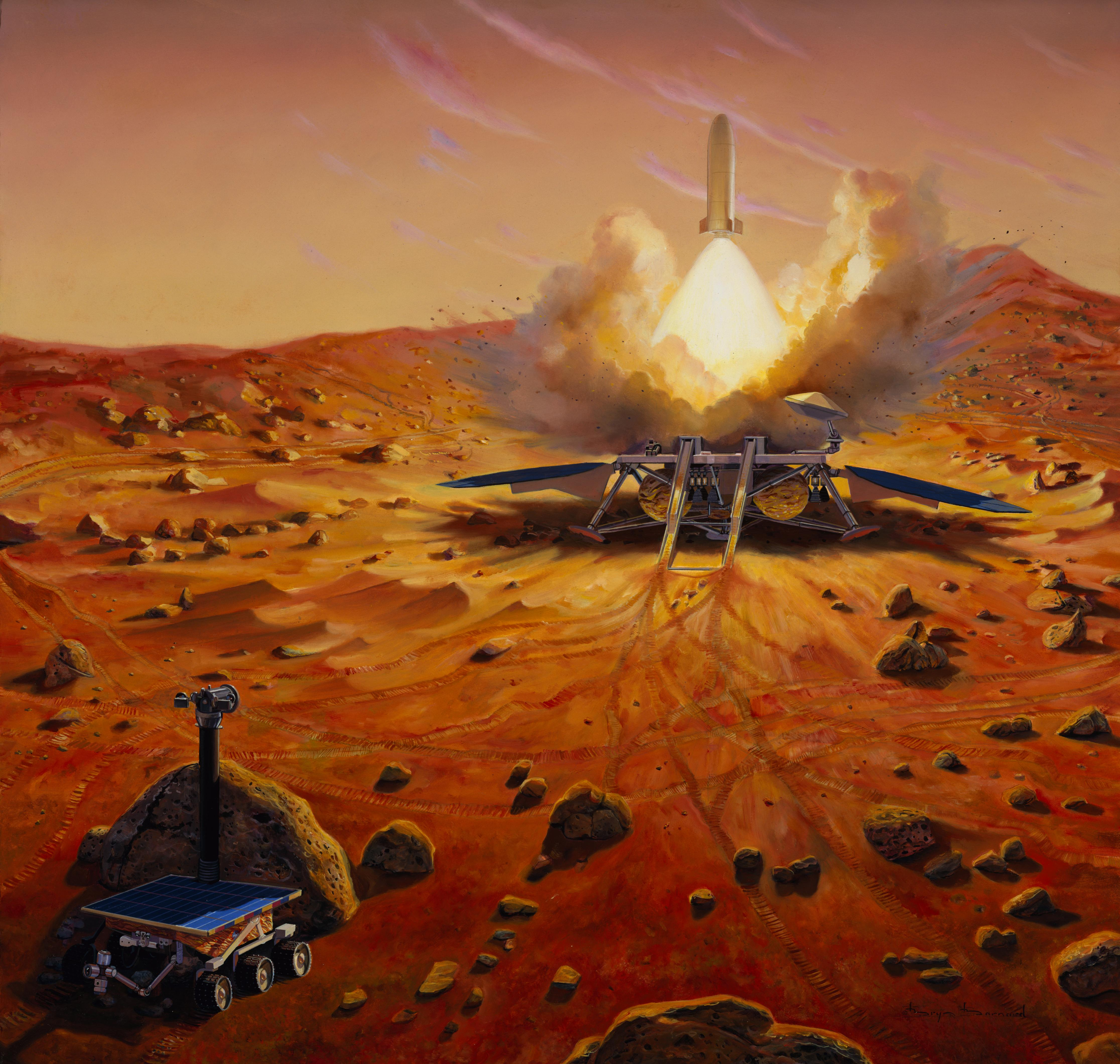
Impressió artística d'una missió de retorn de mostres llançant la seva càrrega de retorn a la Terra

La Xina està planejant portar a terme un recull de mostres lunar al voltant del 2017. Si té èxit, seria el primer recull de mostres lunars en més de 40 anys. A més a més, OpenLuna està planejant una primera missió de retorn de mostres lliure del tipus boomerang.
La NASA, des de fa temps, ha planejat una missió de recull de mostres marciana, però encara s'ha de dissenyar, construir, llançar i aterrar una sonda que faria exactament això. Hi ha hagut propostes de missió en el passat, però la majoria no ho han fet molt més enllà de les taules de disseny. La missió segueix sent el pla de treball de la NASA per a la ciència planetària a partir de la 2013 Planetary Science Decadal Survey.
Hi havia plans per llançar una missió relacionada amb la Mars Sample Return (MSR) el 2004, però arran dels dos problemes amb les naus espacials de la Mars Climate Orbiter i la Mars Polar Lander, la MSR va ser cancel·lada. Hi ha planejada una missió de recull de mostres marcià amb la col·laboració amb Europa (Programa Aurora) que es pot posar en marxa el 2018.
Rússia té el projecte Mars-Grunt per a la missió de retorn de mostres de Mart prop del 2020-2023.
Altres missions poden portar de tornada mostres d'asteroides i cometes.
La missió OSIRIS-REx es posarà en marxa el 2016 en una missió per portar mostres de l'asteroide 1999 RQ36. De les mostres s'espera que permetin als científics a aprendre més sobre l'origen del nostre sistema solar, les etapes inicials de la formació planetària, i la font de compostos orgànics que van conduir a la formació de la vida.
El Hayabusa 2 de la JAXA és una missió de retorn de mostres a l'asteroide de tipus C (162173) 1999 JU3. Es té previst llançar el 2014 o 2015.

## Mètodes de retorn de mostres
Mètodes de retorn de mostres inclouen, però no es limiten als següents:

### Camp de col·lectors

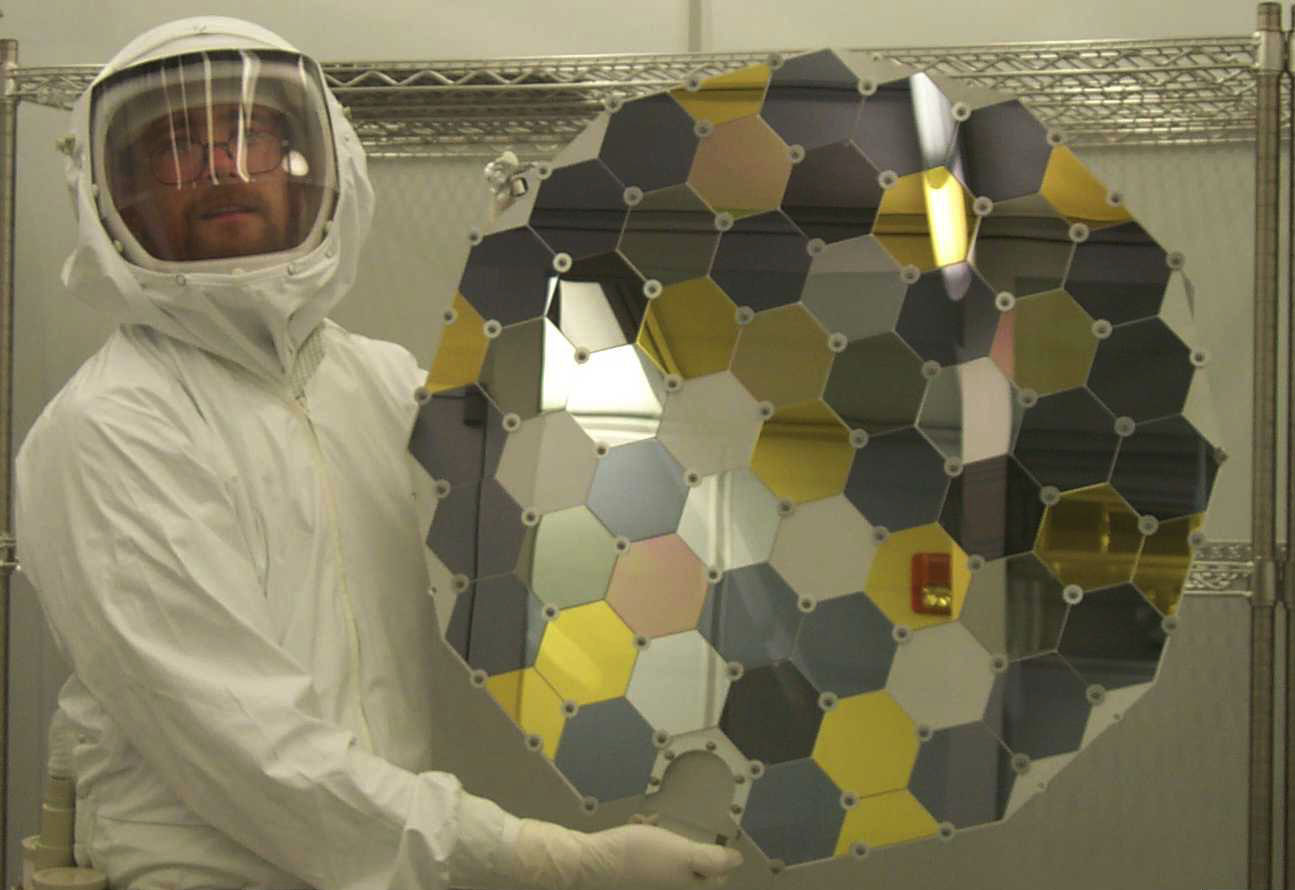
Un camp de col·lectors Gènesi que consisteix en una xarxa de galetes ultra-pures de silici, or, safir i diamants

Es pot utilitzar un camp de col·lectors per recol·lectar milions o milers de milions d'àtoms, molècules i partícules fines mitjançant l'ús d'una sèrie de galetes de diferents elements. L'estructura molecular d'aquestes galetes permet la recollida de diverses mides de partícules. Els camps de col·lectors, com ara el Genesis són ultra-purs per poder assegurar l'eficiència màxima de recollida, la durabilitat, i distingibilitat analítica.
Els camps de col·lectors són útils per recol·lectar minúsculs àtoms de moviment ràpid com ara els expulsats pel Sol a través del vent solar, però també pot ser utilitzat per a la recollida de les partícules més grans com ara les trobats a la coma d'un cometa. La nau espacial de la NASA coneguda com a Stardust implementa aquesta tècnica. No obstant això, a causa de les altes velocitats i la mida de les partícules que componen l'estat de coma i la zona propera, no era viable un camp de col·lectors dens en estat sòlid. Com a resultat, altres mitjans per recollir mostres van haver de ser dissenyats per preservar la seguretat de la nau espacial i les mateixes mostres.

#### Aerogel

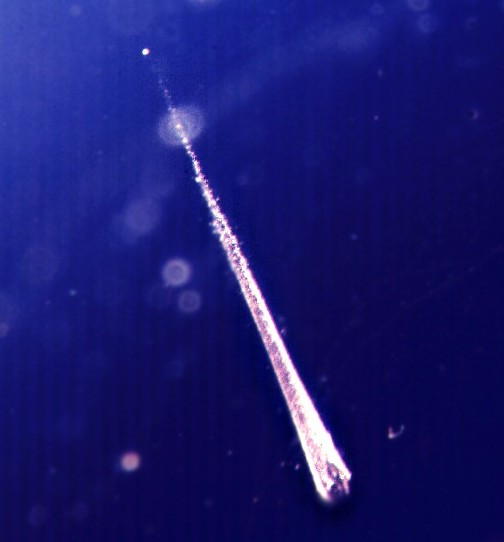
Una partícula capturada en aerogel

L'aerogel és una estructura sòlida, esponjosa, purosa i basada en silici on el 99,8% del seu volum es compon d'un espai buit. L'aerogel té al voltant d'1/1000 de la densitat del vidre. L'aerogel es va dur a terme per al seu ús amb la nau Stardust perquè la col·lisió d'una partícula més petita que la mida d'un gra de sorra tindria una velocitat d'impacte d'aproximadament sis vegades la velocitat d'una bala de fusell, i per tant, una col·lisió amb un sòlid dens podria alterar la seva composició química, i potser vaporitzar-la completament.
Atès que l'aerogel és gairebé transparent, és extraordinàriament fàcil per als científics trobar i recuperar les partícules, ja que deixen un camí amb forma de pastanaga, una vegada que penetra en la superfície. Des dels seus porus en nanòmetres, les partícules no es limiten a passar a través de l'aerogel completament. Per contra, frenen fins a aturar-se i després s'insereixen dins d'ella.
La nau Stardust té un col·lector en forma de raqueta de tennis amb aerogel instal·lat. El col·lector es retreu en la seva càpsula per al dipòsit d'emmagatzematge i posterior es lliura a la Terra. Una característica destacable de l'aerogel com a bona opció per a les missions, com ara el Stardust és que és bastant fort i fàcil de posar en marxa i sobreviu als entorns de l'espai exterior.

### L'excavació i el coet de tornada
Alguns dels tipus de missions de retorn de mostres més arriscades i difícils són aquelles que requereixen aterrar en un cos extraterrestre, com un asteroide, la lluna o planeta. Es necessita una gran quantitat de temps, diners i capacitat tècnica per tal d'iniciar, fins i tot planificar-los. És una gesta difícil que requereix que tot, des del llançament fins a l'aterratge a la recuperació i posada en marxa en retorn cap a la Terra s'hagi de planificar amb alta precisió i exactitud.
Aquest tipus de retorn de mostres, tot i tenir la major quantitat de riscos, és la més gratificant per a la ciència planetària. A més, aquestes missions tenen una gran quantitat de públic potencial en difusió, que és un atribut important per a l'exploració espacial quan es tracta de publicitat.
La NASA està considerant el llançament d'una missió de retorn de mostres internacional d'aquest tipus a Mart al voltant de l'any 2018, depenent del seu pressupost. Els intents anteriors per posar en marxa aquest tipus de missió de retorn de mostres han estat fracassats a causa de la dificultat tècnica, les limitacions pressupostàries, i d'altres factors com ara problemes de les missions recents (p. ex.: el Mars Climate Orbiter i el Mars Polar Lander). Les úniques missions robòtiques de retorn de mostres amb èxit d'aquest tipus han estat les primeres realitzades pels astromòbils robòtics soviètics.

## Llista de les missions no tripulades de retorn de mostres
| Data de llançament     | Nom         | Mostra                                 | Origen de la Mostra | Data de recuperació       | Resultat |
| ---------------------- | ----------- | -------------------------------------- | ------------------- | ------------------------- | --- |
| 13 de juliol de 1969   | Luna 15     |                                        | La lluna            |                           | Error Es va estavellar en aterrar a la Lluna |
| 12 de setembre de 1970 | Luna 16     | 101 g de roca lunar                    | La lluna            | 24 de setembre de 1970    | Reeixit |
| setembre 2, 1971       | Luna 18     |                                        | La Lluna            |                           | Error Es va estavellar en aterrar a la Lluna |
| 14 de febrer de 1972   | Luna 20     | 55 g de roca lunar                     | La Lluna            | 25 de febrer de 1972      | Reeixit |
| 2 de novembre de 1974  | Luna 23     |                                        | La Lluna            |                           | Error El dispositiu de perforació es va danyar en l'aterratge a la Lluna, missió abandonada                                                             |
| 9 d'agost de 1976      | Luna 24     | 170 g de roca lunar                    | La Lluna            | 22 d'agost de 1976        | Reeixit |
| 7 de febrer de 1999    | Stardust    | més d'1 milió de partícules de cometes | 81P/Wild            | 15 de gener del 2006      | Reeixit |
| 8 d'agost de 2001      | Genesis     | Partícules solars                      | Vent solar          | 8 de setembre de 2004     | Reeixit parcial El fracàs del paracaigudes va portar a retornar accidentalment la càpsula i Es va patir greus danys en les mostres que es van recuperar |
| 9 de maig de 2003      | Hayabusa    | 1.500 grans de partícules d'asteroide  | 25143 Itokawa       | 13 de juny de 2010        | Reeixit parcial S'havien previst diversos centenars de mil·ligrams de material de mostra                                                                |
| 8 de novembre de 2011  | Fobos-Grunt | 200 g de sòl de Fobos                  | Fobos               | Agost del 2014 (planejat) | Missió fracassada Es va estavellar al sud de l'Oceà Pacífic                                                                                             |
| 2016 (planificat)      | OSIRIS-REx  | Regòlit d'asteroide                    | 1999 RQ36           | 2023 (planejat)           | No se sap encara |